# Bernardino Zendrini
Bernardino Zendrini (Valle, 7 aprile 1679 – 18 maggio 1747) è stato un ingegnere italiano.

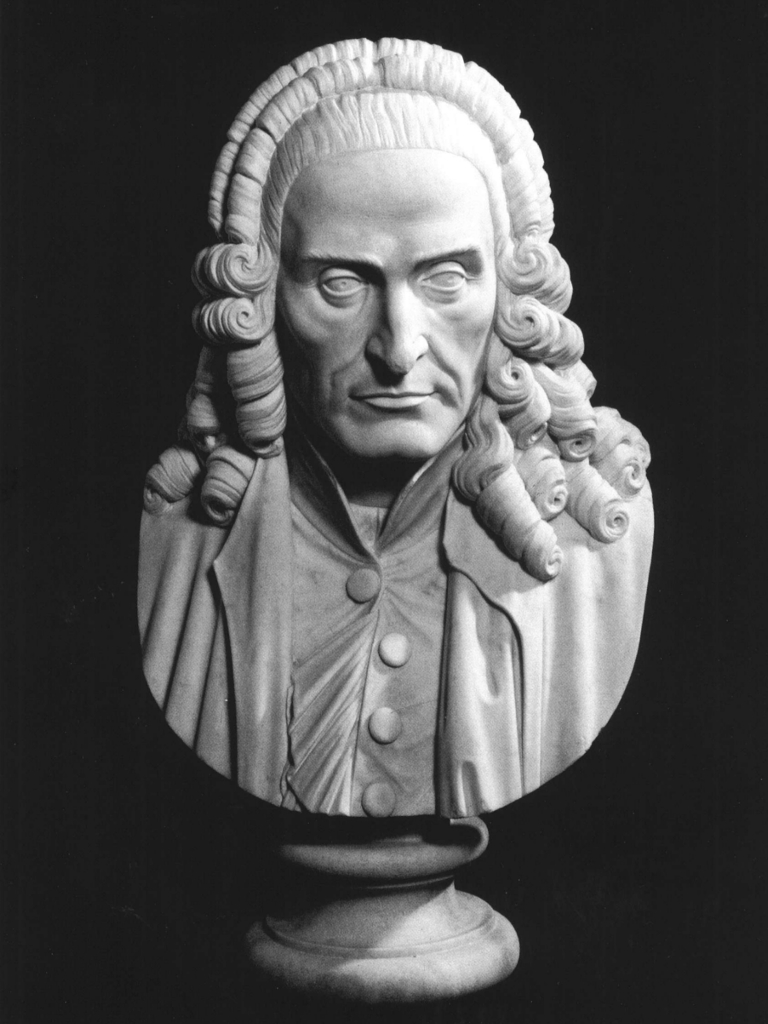
Busto di Bernardino Zendrini, opera di Gaetano Zennaro precedente al 1847.

È ricordato tra i più importanti ingegneri idraulici italiani del XVIII secolo.

## Biografia

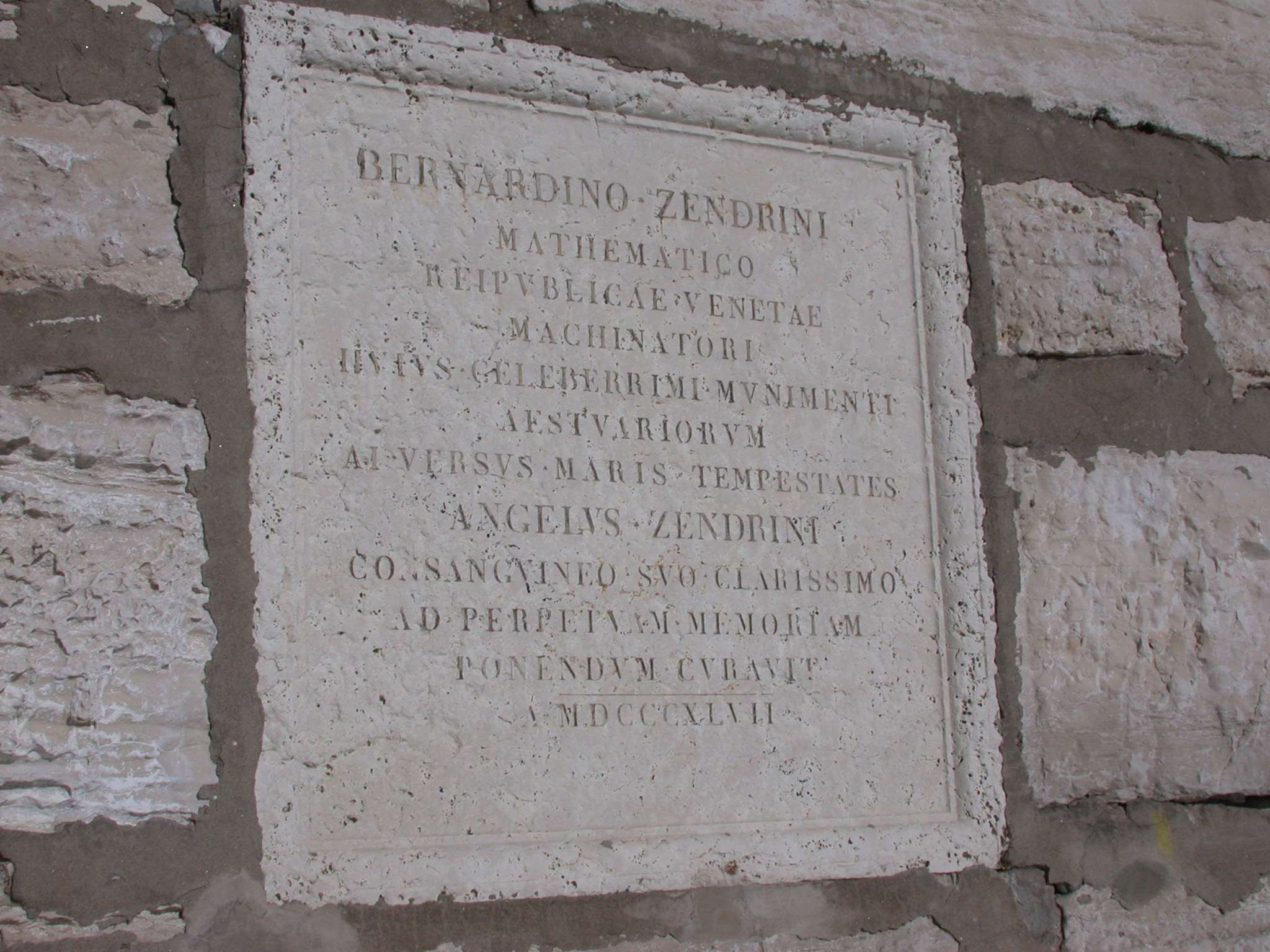
Lapide a ricordo di Bernardino Zendrini posta sui murazzi presso Pellestrina

Bernardino Zendrini nasce a Valle (Saviore dell'Adamello), in Val Camonica nel 1679, a quel tempo parte dei Domini di Terraferma della Serenissima Repubblica di Venezia. Bernardino studia a Padova dove si laurea nel 1700 in medicina: per poco tempo eserciterà l'attività di medico nella Valle di Saviore.
Nel 1704 si trasferisce a Venezia dove dimostra la sua inclinazione per le scienze: nel 1708 a seguito di un fenomeno di tromba d'aria marina scrive una dissertazione dove dimostra d'aver intuito le leggi della gravità e le teorie circa l'elettricità e le proprietà dei corpi gassosi.
Si specializzò nel calcolo infinitesimale, studiò il fenomeno astronomico gedeiasico, e studiò in particolare i fiumi e le leggi del loro deflusso.

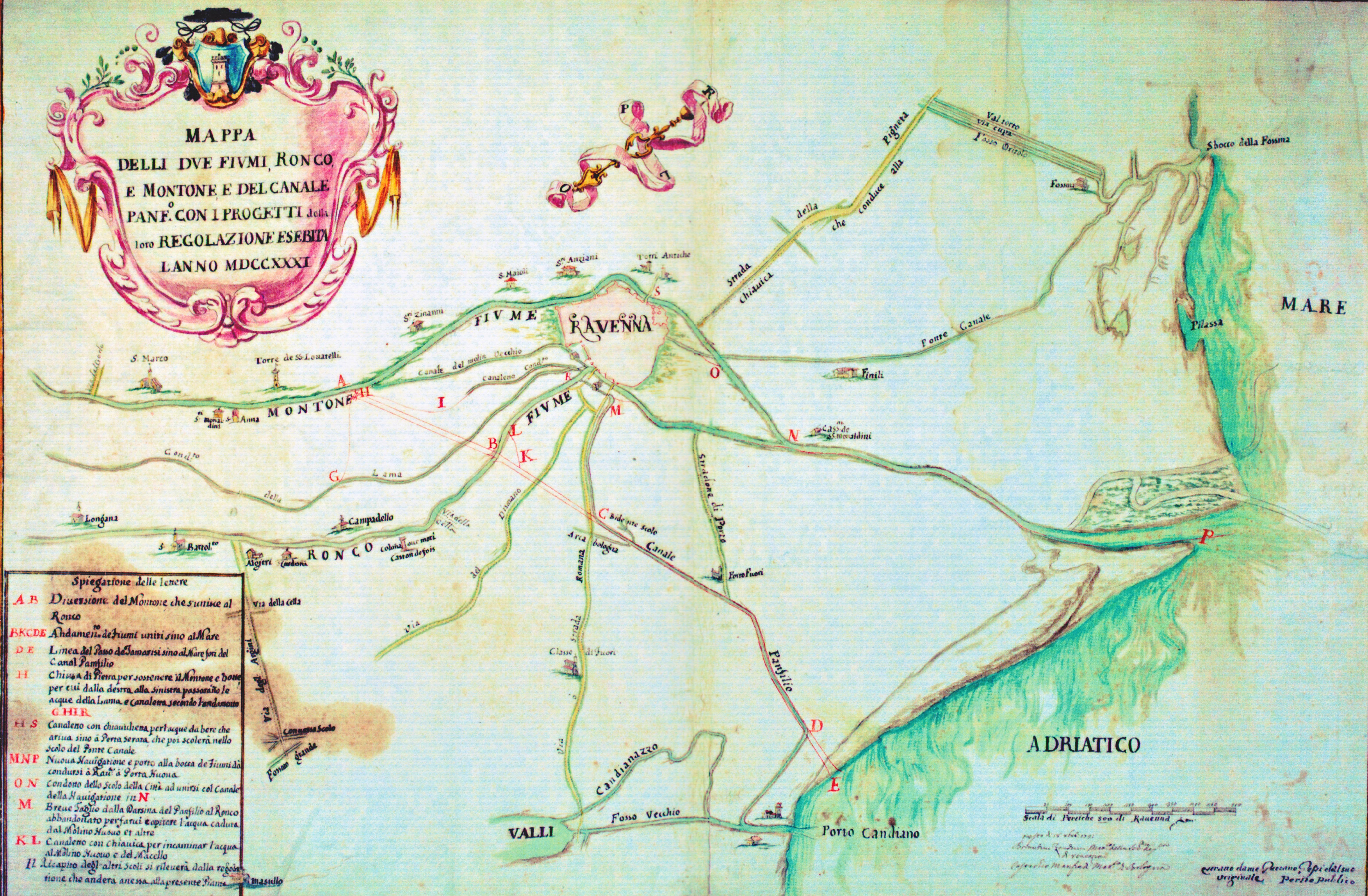
Bernardino Zendrini ed Eustachio Manfredi, Mappa di sintesi dei progetti di regolazione dei fiumi di Ravenna (1731). La mappa è collocata all'interno della Biblioteca Classense (N. inventario Tarlazzi:120b).

Risolse il problema dello sbocco del Reno, che era oggetto di contesa tra i Bolognesi ed i Ferraresi, e venne quindi insignito dalla Repubblica di Venezia del titolo di matematico sopraintendente alle acque, fiumi, lagune e ponti nel 1720.
A lui è attribuita la sostituzione attorno al 1738 dei deboli argini che proteggevano Venezia dalle mareggiate, tramite i "murazzi", barriere artificiali in pietra d'Istria cementate con malta idraulica pozzolana costruite tra Pellestrina e Chioggia per difendere la laguna dall'erosione del mare.
I suoi progetti tornarono utili anche al Governo Napoleonico instaurato nel 1805, alla Repubblica di Lucca per il porto di Viareggio, a Papa Clemente XII per la città di Ravenna e alla corte austriaca.
Il Senato veneziano gli fece erigere un busto marmoreo nel Palazzo Ducale di Venezia (oggi Museo Civico di Palazzo Ducale) con la seguente scritta: Bernardino Zendrini, matematico della Repubblica, per nascita Camuno, per meriti Veneto.

## Opere
- Alcune considerazioni sopra la scienza delle acque correnti, e sopra la storia naturale del Pò per servire di lume nella controversia, che verte frà le città di Ferrara, e di Bologna, (In Ferrara), sn, 1717. URL consultato il 18 febbraio 2015.
- Giustificazione de fatti prodotti nell'Articolo 2. delle ragioni per escludere il progetto di unire Reno al Po’ di Lombardia, Ferrara?, Typis de Comitibus, 1717. URL consultato il 18 febbraio 2015.
- Leggi e fenomeni, regolazioni ed usi delle acque correnti di Bernardino Zendrini matematico della Serenissima Repubblica di Venezia con la Sopraintendenza generale delle acque, In Venezia, presso Giambatista Pasquali, 1741.